# Thabo Sefolosha
Thabo Patrick Sefolosha (Vevey, 2 maggio 1984) è un ex cestista svizzero, professionista nella NBA e in Europa. Giocava sia da guardia che da ala piccola.

## Biografia
Thabo Patrick Sefolosha nasce il 2 maggio del 1984 a Vevey, in Svizzera. La madre, Christine, è nata e vissuta per un certo periodo in Svizzera (è di Montreux, ma ha vissuto a lungo a La Tour-de-Peilz). Christine, finito il liceo, conobbe un veterinario africano, e insieme concordarono di trasferirsi in Sudafrica, a Johannesburg, per sposarsi. Lì ebbero il primo figlio: Christophe (fratellastro di Thabo). Tuttavia, oltre che alla straordinaria bellezza del continente nero, la signora Christina fece conoscenza anche dell'Apartheid (che negli anni settanta era più vivo che mai, e lo sarebbe stato fino alla fine degli anni ottanta). Anche a causa delle difficoltà che l'apartheid comportava, Christina divorziò dal marito negli anni ottanta. Dopo poco tempo, incontrò lo scrittore-traduttore-musicista Patrick Sefolosha, il padre di Thabo (da qui il secondo nome).
Patrick e Christine (che nel frattempo era diventata una pittrice piuttosto affermata) si sposarono nel 1982. Nel frattempo, il sistema di apartheid impedì i matrimoni misti, costringendo la coppia a trasferirsi all'estero; venne scelta la Svizzera, patria di Christine. Poco tempo dopo la nascita del loro primo figlio, Kgomotso, il 2 maggio del 1984, nacque sul Lago di Ginevra Thabo. Tuttavia anche il secondo matrimonio di Christine durò poco; infatti divorziò da Patrick (che diede, l'anno dopo, alla luce una sorellastra, Dineo, a Thabo) nel 1993.
L'8 aprile 2015 viene arrestato, insieme al compagno di squadra Pero Antić, per aver fatto ostruzione mentre la polizia tentava di delimitare il luogo dove poco prima era stato accoltellato in seguito ad una rissa il giocatore degli Indiana Pacers Chris Copeland. Durante la stessa giornata viene rilasciato su cauzione; emerge poi che durante la cattura il giocatore svizzero si è rotto la gamba e i legamenti della caviglia, dovendosi dunque sottoporre a intervento chirurgico e terminando anzitempo la stagione. Il 9 ottobre seguente viene assolto e dichiarato non colpevole. Qualche settimana dopo, nel corso di un'intervista, annuncia che farà causa alla Polizia di New York, chiedendo 50 milioni di dollari come risarcimento danni.
All fine, come risarcimento ottiene 4 milioni di dollari: in gran parte lo devolve a una fondazione che aiuta i giovani a studiare per diventare avvocati pubblici.

## Carriera

### La scoperta del basket
Nonostante fosse un buon studente, preferì dedicarsi subito, assieme al fratello Kgomotso, allo sport e alla musica (il padre era un musicista e anche Thabo pare non fosse male alla batteria). A metà degli anni novanta, un amico di Kgomotso invitò i due fratelli a giocare a basket insieme a lui, nel Blonay. Per i due ragazzi fu amore a prima vista: iniziarono a giocare tutti i giorni e a tutte le ore. Dopo aver vinto il campionato Svizzero under-20, visti i numeri eccezionali collezionati in ogni partita, i due vennero presi dalla storica società svizzera del Vaud, che diede loro la possibilità di confrontarsi non solo con i migliori prodotti cestistici del paese, ma anche con giocatori esteri, in quanto il club organizzava numerosi tornei in Francia, in Italia e in Spagna. In uno di questi tornei era presente anche la squadra francese dello Chalon-sur-Saone, il futuro club di Thabo. Quando gli proposero di giocare nella formazione under-20, Thabo che aveva solo 16 anni, rifiutò.

### Primi passi da professionista in Svizzera (2000-2002)
Nel 2000 i due fratelli si unirono al Junior National Team, una squadra che raccoglieva i migliori talenti della nazione. Da lì passarono direttamente in serie A, con il Vevey Riviera Basket. La prima stagione da professionisti fu molto positiva, evidenziando una progressiva maturazione sia a livello fisico/tecnico che mentale. La loro squadra, con i fratelli inizialmente schierati in quintetto, concluse però amaramente la stagione con una sconfitta nella finale di Coppa Svizzera contro i Lugano Tigers. Ma come ogni giocatore di basket, Thabo e Kgomotso speravano un giorno di giocare negli Stati Uniti. Dopo una stagione nell'LNA (Lega Svizzera), durante la quale avevano giocato contro i più grandi giocatori del paese a soli 18 anni, vennero convinti dai giocatori americani a lasciare la Lega Svizzera (campionato buono, ma non eccelso come molti altri campionati europei). Tuttavia la mamma Christine non permise loro di partire finché non avessero ottenuto un diploma. Finalmente, nella stagione 2001-02, Kgomotso ricevette un diploma, e poi partì alla volta del Park Hills Junior College, nel Missouri.

### L'esperienza francese all'Élan Chalon (2002-2005)
Thabo invece, anche se prossimo al diploma, era più piccolo e non aveva l'età minima che serviva per entrare in un college americano. Tuttavia in quel periodo accadde un fatto cruciale per sua vita: Emmanuel Schmitt, general manager dello Chalon, squadra della massima serie francese, contattò Thabo e lo portò a giocare a Chalon-sur-Saône. A soli 18 anni, Thabo lasciò la Svizzera per andare a studiare (Schmitt convinse la madre promettendogli che Thabo avrebbe preso un diploma) e giocare nella massima serie francese. Forte dell'esperienza accumulata nella sua prima stagione da professionista in Svizzera, Thabo non ebbe alcun problema ad inserirsi nei meccanismi della squadra, né ad ambientarsi in un paese straniero.
Nella prima stagione giocò principalmente con la squadra under-20 dello Chalon, ma si allenava frequentemente anche con la prima squadra, sotto la guida di coach Gregor Beugnot, così che, quando al secondo anno venne inserito in prima squadra, Thabo era già parecchio avanti nel suo sviluppo di giocatore. Tuttavia giocava comunque pochi minuti nelle partite della prima squadra. In questo periodo conobbe Bertille, una studentessa che studiava a Chalon-sur-Saone, che successivamente divenne la sua compagna. Nel frattempo Thabo giocava sempre più minuti. La sua vera esplosione avvenne nei play-off del 2004, quando lo Chalon fu fermato soltanto in semifinale dal Pau-Orthez. Uno degli artefici di questa cavalcata fu proprio Thabo, che raccoglieva sempre più scout NBA alle sue partite: il sogno proseguiva.
Nella terza stagione avvenne la decisiva consacrazione: Thabo giocò titolare e divenne il leader emotivo della squadra. Venne perfino convocato all'All Star Game, dove segnò 17 punti in 24 minuti. A soli 20 anni, L'Équipe lo mise fra i migliori giocatori del campionato. Thabo fu perfino votato Bossman of the year, ovvero miglior giocatore europeo non francese del campionato. Finita la stagione, il richiamo dell'NBA era più forte che mai. Richiamo che per il momento Thabo declinò, decidendo di salire di livello e andare a giocare in Italia, nell'Angelico Biella. Thabo scelse volutamente una piazza minore, rifiutando anche ingaggi maggiori (lo cercavano Virtus Bologna, Pamesa Valencia e molte altre squadre), in quanto voleva giocare tanto e fare quanta più esperienza poteva.

### L'esordio nel campionato italiano (2005-2006)
Thabo si ambientò subito senza molti problemi e venne raggiunto in Italia da Christophe, il fratellastro appassionato di cucina. Thabo, grande appassionato di storia, è tuttora rimasto legatissimo all'Italia, che ricorda sempre con piacere come una seconda casa. Parallelamente, si adattò molto velocemente anche al campionato italiano. Schierato in quintetto dalle prime partite, e mai uscitovi, guidò Biella all'insperato obiettivo dei play-off, che però si conclusero ai quarti di finale. Era arrivato il momento di fare il grande salto e tentare la carriera NBA, anche poiché aveva ormai 22 anni e molta esperienza alle spalle.

### Il salto nell'NBA (2006-2020)

#### Il Draft
Nell'estate 2006, finito il campionato italiano, volò negli Stati Uniti per iniziare la serie di allenamenti (workouts) che le squadre NBA vogliono far fare ai giocatori stranieri che si dichiarano eleggibili al draft. Fece 8 allenamenti in 11 giorni, e capì, dalle parole dei general manager NBA, che sarebbe stato chiamato all'inizio del secondo giro del draft. Il 28 giugno si recò, raggiunto dalla famiglia, a New York nel famoso giorno del draft. Thabo quasi svenne, quando sentì David Stern pronunciare il suo nome alla 13ª chiamata assoluta, dai Philadelphia 76ers. Tuttavia, pochi minuti dopo la chiamata, Thabo venne mandato ai Chicago Bulls in cambio di Rodney Carney e 1 milione di dollari. Dirà dopo il draft: "Ero veramente sorpreso quando qualcuno mi disse che sarei stato io la tredicesima scelta. Pensavo che avesse fatto un errore. Ma pochi minuti dopo non solo mi dissero che sarei stato la tredicesima scelta, ma che sarei anche andato a Chicago, e ciò francamente mi eccitava non poco". Il suo coach al primo anno, Scott Skiles, interrogato sul motivo della sua scelta, disse: "Thabo ha una grande forza mentale, come pochi ragazzi hanno alla sua età. Ed è alto per il suo ruolo, e inoltre ha mani veramente veloci. Si vede che è ben consapevole di ciò che deve fare per sopravvivere là fuori".

#### Coi Chicago Bulls (2006-2009)
Dopo un'ottima Summer League, chiusa a 16 punti, 4 rimbalzi, 2 assist e 3,5 palloni rubati, erano in pochi che ancora non credevano nel figlio delle Alpi. Tuttavia, nonostante la bellissima carriera in giro per il mondo, la strada per diventare un giocatore importante nella NBA era ancora molto lunga. Nel suo anno da rookie, dopo un promettente inizio (nemmeno la dirigenza dei Bulls se lo aspettava così pronto), faticò a causa di vari piccoli infortuni, che ne limitarono l'utilizzo. Anche il secondo anno non cominciò troppo bene. Tuttavia una serie di infortuni fra gli esterni dei Bulls (fra cui quelli a Luol Deng, Ben Gordon e Andrés Nocioni), oltre al licenziamento di Skiles, che nonostante tutto non stravedeva per lui, hanno fatto sì che Thabo mostrasse il suo grande talento, arrivando a raddoppiare la sua media punti rispetto all'anno precedente (da 3,5 a quasi 7). Mostrò inoltre di poter essere uno fra i migliori difensori della lega. Partendo dal quintetto collezionò partite da 22 punti e partite da 10 rimbalzi.

#### Il passaggio agli Oklahoma City Thunder e le NBA Finals (2009-2014)

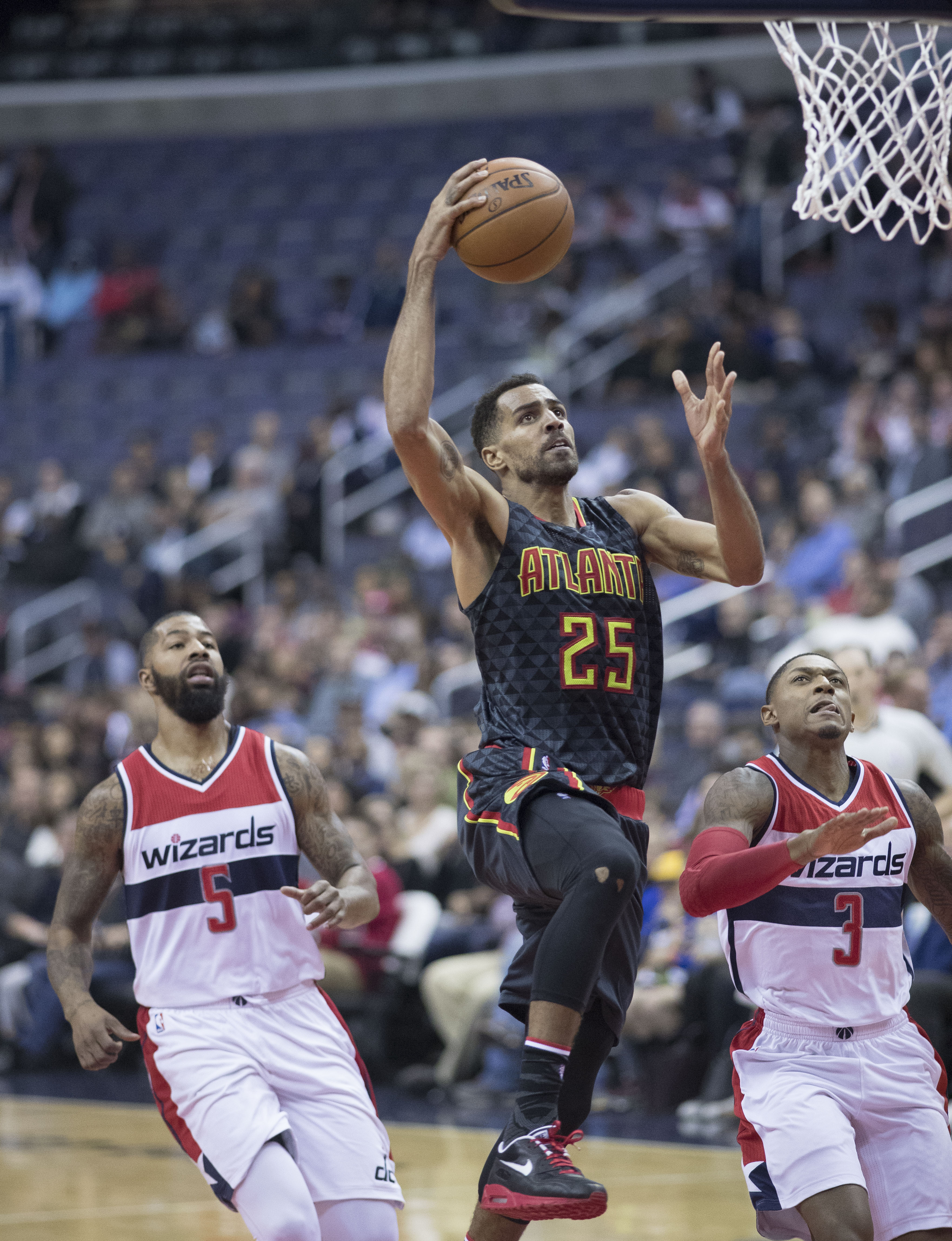
Thabo Sefolosha mentre va a canestro con la canotta degli Hawks. Dietro di lui i giocatori degli Washington Wizards Markieff Morris (sinistra) e Bradley Beal (destra)

Nella stagione 2008-09 parte titolare in sole 14 partite su 43, e in data 19 febbraio 2009 viene ceduto agli Oklahoma City Thunder in cambio di una prima scelta al Draft dello stesso anno. Ai Thunder Thabo viene subito messo in quintetto come guardia tiratrice titolare, disputando 22 partite (su 23) in quintetto base, facendo registrare i suoi career high in quasi tutte le voci statistiche. La stagione successiva Sefolosha è di nuovo titolare dei Thunder, grande rivelazione della stagione con il loro accesso ai playoffs (conclusi al primo turno contro i Lakers). La guardia svizzera gioca tutte le partite della stagione regolare, mettendo a referto 6 punti e 4,7 rimbalzi in meno di 29 minuti a partita: inoltre dimostra nuovamente di avere grandi doti difensive, tanto che viene inserito nel secondo quintetto difensivo della lega.
L'anno successivo Sefolosha è ancora titolare disputando 79 partite tutte nel quintetto base. I Thunder a fine anno arrivano quarti nella Western Conference. Nei play-off la franchigia di Oklahoma City migliora il risultato dell'anno precedente arrivando alle finali di Conference dopo aver eliminato i Denver Nuggets (4-1) e i Memphis Grizzlies (4-3). Tuttavia nelle finali OKC si deve arrendere ai Dallas Mavericks futuri campioni NBA (che nelle NBA Finals hanno battuto i Miami Heat).
La stagione 2011-2012 inizia nel Gennaio del 2012 a causa del Lockout. Tanti giocatori vanno a giocare in Europa (tra cui Danilo Gallinari e Deron Williams) o in Cina (tra questi Aaron Brooks e JR Smith); Thabo decide di percorrere la prima strada andando a giocare nel Fenerbahçe Ülker con una clausola che gli permette il ritorno agli Oklahoma City Thunder qualora terminasse il lockout NBA.
Terminato il lockout come previsto dal contratto torna a OKC.
In questa stagione la franchigia migliora ulteriormente il suo risultato (in rapporto all'anno precedente): dopo essere arrivati secondi nella Western Conference al termine della regular season, nei play-off i Thunder dopo essersi presi le loro rivincite contro i Dallas Mavericks e i Los Angeles Lakers (eliminando le squadre rispettivamente per 4-0 e per 4-1) e aver eliminato a sorpresa i più quotati San Antonio Spurs (arrivati primi davanti ai Thunder al termine della RS) per 4-2, i Thunder accedono alle NBA Finals. Tuttavia in queste dovettero arrendersi ai Miami Heat (usciti sconfitti l'anno precedente) con cui persero la serie per 4-1.

Nei due anni successivi la squadra non riesce a ripetersi, venendo sconfitta nelle semifinali di Conference del 2013 dai Memphis Grizzlies (rematch del 2011) e nelle finali di Conference del 2014 dai San Antonio Spurs (anche in questo caso si tratta di un rematch, ovvero del 2012) futuri campioni NBA.

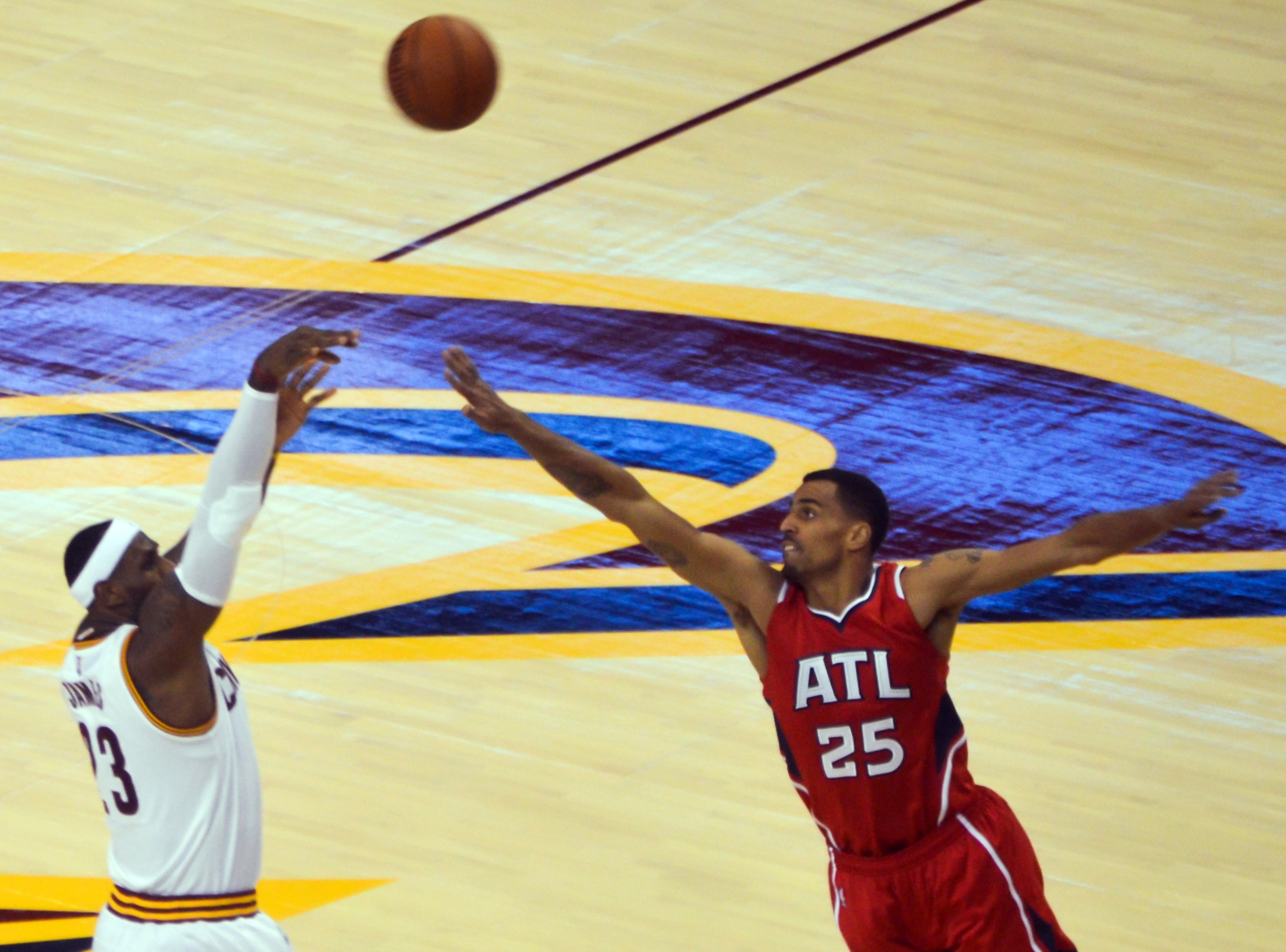
Thabo Sefolosha (destra) mentre tenta di stoppare un tiro di LeBron James (sinistra)

#### Atlanta Hawks (2014-2017)
Il 2 luglio 2014 firmò un contratto triennale da 12 milioni di dollari con gli Atlanta Hawks. In 3 anni ad Atlanta giocò 189 partite (di cui 60 da titolare), contribuendo nella sua prima stagione a far sì che la squadra raggiunse il primo posto a est con un record di 60-22; tuttavia ai playoffs, dopo aver eliminato i Brooklyn Nets e gli Washington Wizards per 4-2, i falchi vennero eliminati in finale di Conference dai Cleveland Cavaliers con uno schiacciante 4-0. Nei 2 anni successivi gli Hawks raggiunsero nuovamente i playoffs, venendo eliminati nel 2016 dai Cleveland Cavaliers, ancora una volta per 4-0, e nel 2017 al primo turno dagli Washington Wizards per 4-2.
Nella seconda metà della stagione 2016-2017 gli Hawks iniziarono una ricostruzione iniziando a cedere alcuni dei loro giocatori più importanti come Kyle Korver; nonostante Sefolosha venne messo sul mercato, nessuna trade andò in porto e quindi l'elvetico rimase ad Atlanta fino al 1º luglio 2017, giorno in cui scadde il suo contratto.

#### Utah Jazz (2017-2019)
Il 13 luglio 2017 venne ufficializzato il suo passaggio agli Utah Jazz con cui firmò un contratto biennale da 10,5 milioni di dollari complessivi.

#### Il ritorno al Vevey
Dopo una pausa di tre anni il Vevey Riviera Basket annuncia la firma sino al termine della stagione con il giocatore svizzero.

## Statistiche

### NBA

#### Regular Season
| Anno      | Squadra          | PG  | PT  | MP   | TC%  | 3P%  | TL%  | RP  | AP  | PRP | SP  | PP  |
| --------- | ---------------- | --- | --- | ---- | ---- | ---- | ---- | --- | --- | --- | --- | --- |
| 2006-2007 | Chicago Bulls    | 71  | 4   | 12,2 | 42,6 | 35,7 | 51,1 | 2,2 | 0,8 | 0,5 | 0,2 | 3,6 |
| 2007-2008 | Chicago Bulls    | 69  | 22  | 20,8 | 42,8 | 33,0 | 72,1 | 3,7 | 1,9 | 0,9 | 0,4 | 6,7 |
| 2008-2009 | Chicago Bulls    | 43  | 14  | 17,1 | 43,4 | 30,0 | 84,0 | 2,9 | 1,5 | 0,8 | 0,4 | 4,5 |
| 2008-2009 | Oklahoma Thunder | 23  | 22  | 31,2 | 41,7 | 24,3 | 83,3 | 5,2 | 2,0 | 1,7 | 1,1 | 8,5 |
| 2009-2010 | Oklahoma Thunder | 82  | 82  | 28,6 | 44,0 | 31,3 | 67,4 | 4,7 | 1,8 | 1,2 | 0,6 | 6,0 |
| 2010-2011 | Oklahoma Thunder | 79  | 79  | 25,9 | 47,1 | 27,5 | 74,7 | 4,4 | 1,4 | 1,2 | 0,5 | 5,1 |
| 2011-2012 | Oklahoma Thunder | 42  | 42  | 21,8 | 43,2 | 43,7 | 88,4 | 3,0 | 1,1 | 0,9 | 0,4 | 4,8 |
| 2012-2013 | Oklahoma Thunder | 81  | 81  | 27,5 | 48,1 | 41,9 | 82,6 | 3,9 | 1,5 | 1,3 | 0,5 | 7,6 |
| 2013-2014 | Oklahoma Thunder | 61  | 61  | 26,0 | 41,5 | 31,6 | 76,8 | 3,6 | 1,5 | 1,3 | 0,3 | 6,3 |
| 2014-2015 | Atlanta Hawks    | 52  | 7   | 18,8 | 41,8 | 32,1 | 77,6 | 4,3 | 1,4 | 1,0 | 0,4 | 5,3 |
| 2015-2016 | Atlanta Hawks    | 75  | 11  | 23,4 | 50,5 | 33,9 | 62,6 | 4,5 | 1,4 | 1,1 | 0,5 | 6,4 |
| 2016-2017 | Atlanta Hawks    | 62  | 42  | 25,7 | 44,1 | 34,2 | 73,3 | 4,4 | 1,7 | 1,5 | 0,5 | 7,2 |
| 2017-2018 | Utah Jazz        | 38  | 6   | 21,2 | 49,2 | 38,1 | 81,5 | 4,2 | 0,9 | 1,4 | 0,3 | 8,2 |
| 2018-2019 | Utah Jazz        | 50  | 2   | 12,2 | 47,7 | 43,6 | 63,6 | 2,5 | 0,5 | 0,9 | 0,1 | 3,8 |
| 2019-2020 | Houston Rockets  | 41  | 0   | 10,6 | 40,7 | 27,8 | 37,5 | 2,3 | 0,6 | 0,6 | 0,3 | 2,2 |
| Carriera  | Carriera         | 869 | 475 | 21,9 | 44,9 | 34,9 | 73,2 | 3,7 | 1,4 | 1,1 | 0,4 | 5,7 |

#### Playoffs
| Anno     | Squadra          | PG | PT | MP   | TC%  | 3P%  | TL%  | RP  | AP  | PRP | SP  | PP  |
| -------- | ---------------- | -- | -- | ---- | ---- | ---- | ---- | --- | --- | --- | --- | --- |
| 2007     | Chicago Bulls    | 9  | 0  | 11,0 | 38,5 | 37,5 | 58,3 | 1,9 | 0,8 | 0,2 | 0,0 | 3,3 |
| 2010     | Oklahoma Thunder | 6  | 6  | 21,2 | 29,6 | 23,1 | 88,9 | 3,0 | 1,2 | 0,8 | 1,0 | 4,5 |
| 2011     | Oklahoma Thunder | 17 | 17 | 20,2 | 46,3 | 15,4 | 100  | 3,1 | 0,7 | 0,9 | 0,3 | 4,6 |
| 2012     | Oklahoma Thunder | 20 | 20 | 22,3 | 40,2 | 32,7 | 88,9 | 2,7 | 1,3 | 1,5 | 0,5 | 5,3 |
| 2013     | Oklahoma Thunder | 11 | 11 | 27,3 | 34,4 | 31,6 | 81,8 | 4,5 | 2,1 | 1,1 | 0,5 | 5,7 |
| 2014     | Oklahoma Thunder | 15 | 13 | 15,7 | 41,8 | 26,1 | 80,0 | 2,1 | 0,7 | 0,7 | 0,0 | 3,7 |
| 2016     | Atlanta Hawks    | 10 | 2  | 20,3 | 47,8 | 36,8 | 53,3 | 4,1 | 1,7 | 1,0 | 0,6 | 5,9 |
| 2017     | Atlanta Hawks    | 4  | 0  | 2,3  | 0,0  | -    | 25,0 | 0,0 | 0,0 | 0,0 | 0,0 | 0,3 |
| 2019     | Utah Jazz        | 4  | 0  | 10,5 | 14,3 | 12,5 | -    | 2,0 | 0,5 | 0,0 | 0,0 | 1,3 |
| Carriera | Carriera         | 96 | 69 | 18,8 | 39,6 | 28,3 | 74,4 | 2,8 | 1,1 | 0,9 | 0,3 | 4,4 |

## Palmarès
- All Star Game PRO-A francese (2005)
- Premio "Bosman" giocatore dell'anno (2005)
- Premio "Miglior quintetto difensivo" francese (2005)
- NBA All-Defensive Second Team (2010)